# Surveillance électronique
Pour les articles homonymes, voir Bracelet électronique anti-alcool.

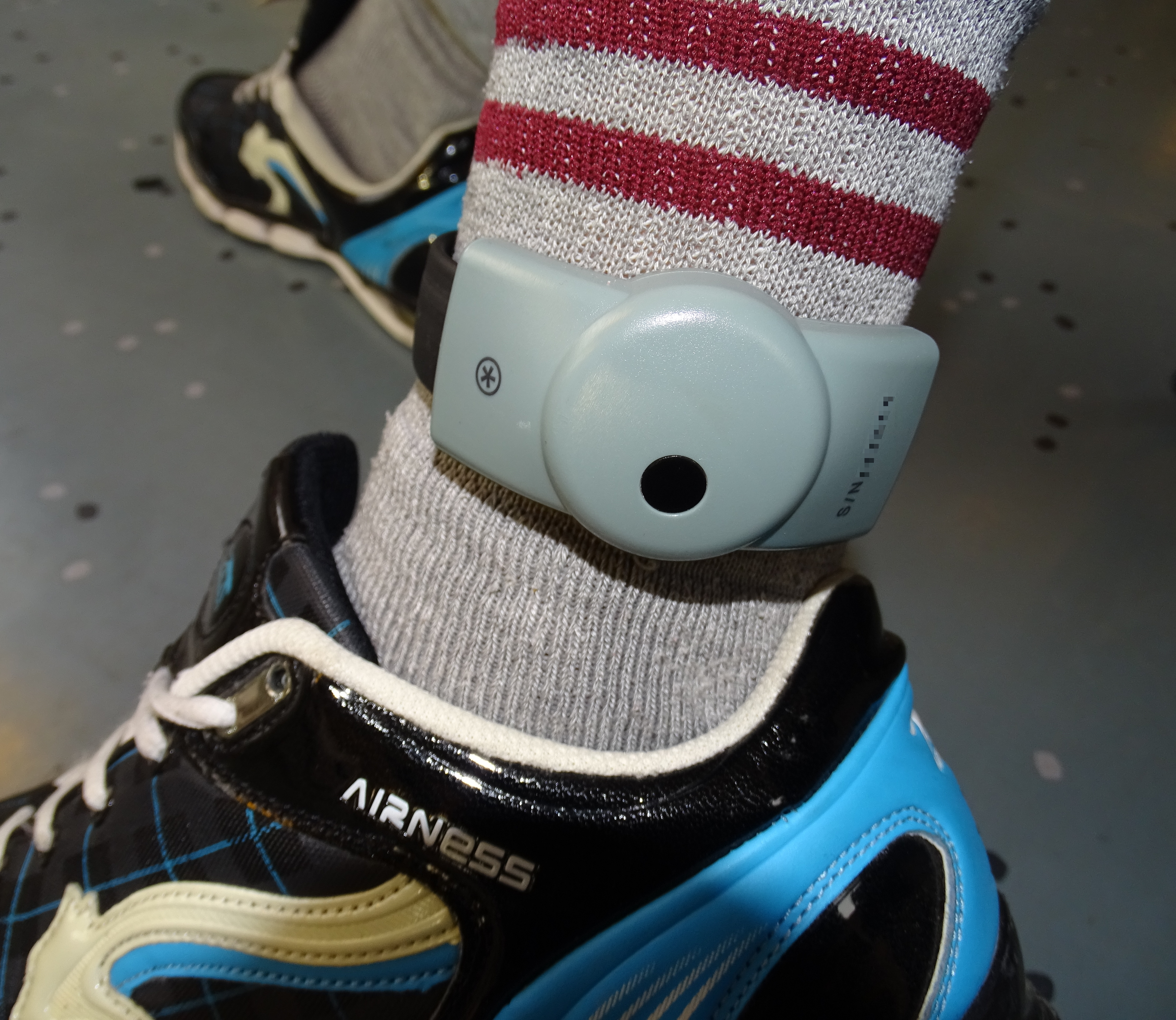
Un bracelet électronique en France.

La surveillance électronique est un mode de surveillance ainsi qu'une peine alternative à la prison.

## Histoire
Inspirée par un épisode de la série de bande dessinée Spider-Man à un juge américain dénommé Jack Love, la surveillance électronique est expérimentée pour la première fois aux États-Unis en 1983. Ce mode de surveillance, qui inclut notamment le bracelet électronique, est aussi mis en œuvre dès 1999 dans le système pénal canadien dans quatre des dix provinces et territoires du Canada (Colombie-Britannique, Saskatchewan, Ontario et Terre-Neuve).
Au Royaume-Uni, l'Angleterre et le Pays de Galles utilisent cette solution dès 1989, étant ainsi le premier pays d'Europe à le mettre en œuvre.
Des projets-pilotes sont également expérimentés en Suède (1994), aux Pays-Bas (1995) et en Belgique (1998), tandis que la mesure est introduite pour la première fois en droit français par les lois de 1996 et 1997. La loi du 13 décembre 2005 sur la récidive des infractions pénales introduit spécifiquement le placement sous surveillance électronique mobile (PSEM), ce principe étant par la suite élargi à la « rétention de sûreté » par la loi du 25 février 2008.

## Principe de fonctionnement
Le bracelet électronique se fixe à la cheville, c'est un dispositif qui ne peut pas être facilement retiré ou désactivé. Il contient une puce électronique qui permet de le localiser grâce à un système de géolocalisation. L'autorité de surveillance reçoit une alarme dans le cas où la personne surveillée ne respecte pas ses obligations, comme rester à son domicile à certaines heures par exemple.

## Particularités selon les pays

### Amérique

#### Canada

##### Québec
En droit québécois, « une personne peut porter un bracelet antirapprochement si elle est détenue dans une prison provinciale ou si elle doit respecter des conditions dans la collectivité », d'après l'organisme Éducaloi. Cette règle est prévue à l'article 26 de la Loi sur le système correctionnel du Québec.
Le criminologue Maurice Cusson est favorable au  principe de la surveillance électronique pour les criminels violents afin de réduire la surpopulation carcérale. Selon lui, cette technologie parvient à inciter les délinquants en probation et en libération conditionnelle à bien se conduire. Cependant, il estime que les programmes utilisant le bracelet électronique sont rarement combinés à un régime de sanctions systématiques. Il invite à combiner la surveillance électronique avec le GPS et la téléphonie mobile pour savoir en tout temps où se trouve l’individu surveillé.

#### États-Unis
La surveillance électronique a été expérimentée pour la première fois aux États-Unis en 1983. Le nombre de personnes placées sous une telle surveillance est passée d'environ 3 000 en 1988 à 50 000  à   70 000 personnes vers 1995.

### Europe

#### Allemagne
Le ministre de la Justice du Land de Hesse, Christean Wagner (CDU, conservateur), a proposé[Quand ?] que les chômeurs de longue durée ainsi que les toxicomanes portent un bracelet électronique.

#### France

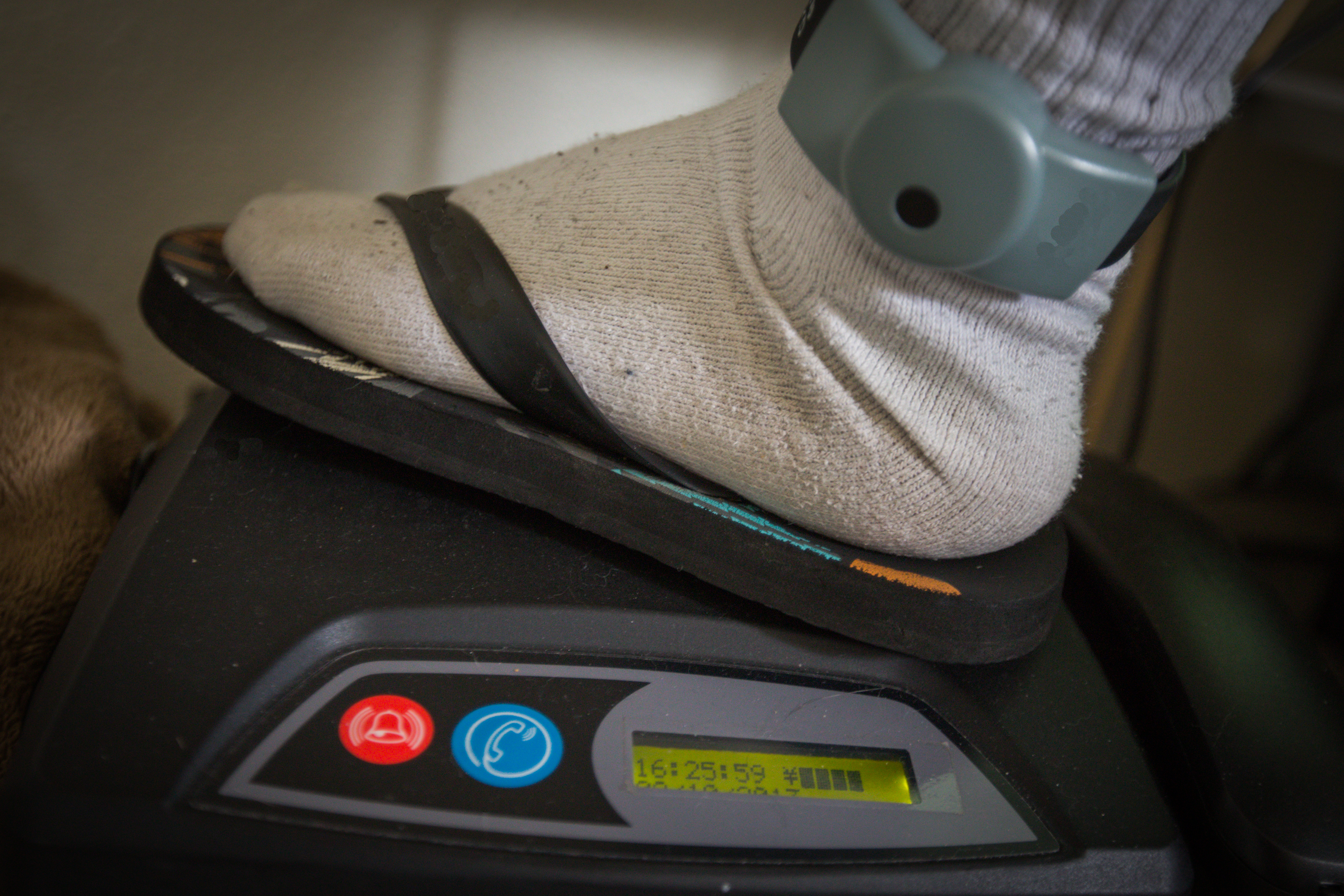
Bracelet de surveillance électronique en France.

Après le rapport Cabanel de 1995, intitulé « Pour une meilleure prévention de la récidive », la surveillance électronique est introduite en droit français par la loi du 30 décembre 1996 relative à la détention provisoire, puis par la loi du 19 décembre 1997 qui introduit le placement sous surveillance électronique dans l'éventail des peines potentielles.
En 2018, l’Assemblée nationale a voté la création d’une peine de « détention à domicile sous surveillance électronique » pour un délit, pendant une durée comprise entre quinze jours et six mois, dans le cadre du projet de loi justice.

#### Royaume-Uni
Le Royaume-Uni (plus précisément, l'Angleterre et le Pays de Galles) ont été pionniers dans l'utilisation de cette technologie, tout comme dans celle des fichiers ADN. Celle-ci s'est largement répandue : en 2008, près de 20 000 adolescents âgés de 15 à 17 ans portaient un bracelet électronique, soit 40 % de plus qu'en 2005. Utilisé comme mesure alternative à l'emprisonnement, les mineurs âgés de plus de 10 ans peuvent y être soumis. Toutefois, la moitié des 20 000 adolescents en question avaient soit cassé le bracelet, soit violé leur couvre-feu (les personnes assujetties au port du bracelet électronique doivent être chez elles entre 7 heures du soir et 7 heures du matin: cf. Home Detention Curfew (en)). Entre 1999 et 2008, plus de 400 000 personnes auraient fait l'objet d'une telle mesure au Royaume-Uni.
Le 4 novembre 2015 la ministre de l’intérieur britannique, Theresa May, présente son projet de loi sur la surveillance numérique, un texte controversé qui doterait les services de renseignement anglais (GCHQ), mais aussi la police, d’un accès sans précédent aux données de navigation des internautes britanniques. Les députés pourront aussi être surveillés : fin de la « doctrine Wilson » — une tradition politique britannique qui interdit la mise sur écoute des parlementaires.